# Microcyba aculeata
Microcyba aculeata là một loài nhện trong họ Linyphiidae.
Loài này thuộc chi Microcyba. Microcyba aculeata được Herman Theodor Holm miêu tả năm 1964.